# Lazar Nikolov
Lazar Kostov  Nikolov (født 26. august 1922 i Burgas, Bulgarien - død 7. februar 2005 i Sofia, Bulgarien) var en bulgarsk komponist, sanger, pianist og lærer.
Nikolov tog afgangseksamen i komposition og klaver på States Academy of Music i Sofia (1947) hos Pancho Vladigerov.
Han har skrevet 7 symfonier, orkesterværker, koncertmusik, kammermusik, korværker, scenemusik og filmmusik.

## Udvalgte værker
- Symfoni nr. 1 (1953-1956) (dedikeret til Dimitar Nenow) - for orkester
- Symfoni nr. 2 (1959-1962) - for orkester
- Symfoni nr. 3 (1976-1979) - for orkester
- Symfoni nr. 4 (1984) (dedikeret til den bulgarske Himalaya-ekspedition) - for orkester
- Symfoni nr. 5 (1988-1989) (til Hanya) - for orkester
- Symfoni nr. 6 (2000) - for orkester
- Symfoni for 13 strygere (1965)
- Suite (1946-1947) - for orkester
- Lento (1990) - for orkster
- Klaverkoncert nr. 1 (1947-1948) (dedikeret til Dimitar Nenow) - for klaver og orkester
- Klaverkoncert nr. 2 (1954-1955) (dedikeret til Dobrin Petkow) - for klaver og orkester